# Rue Ostojenka

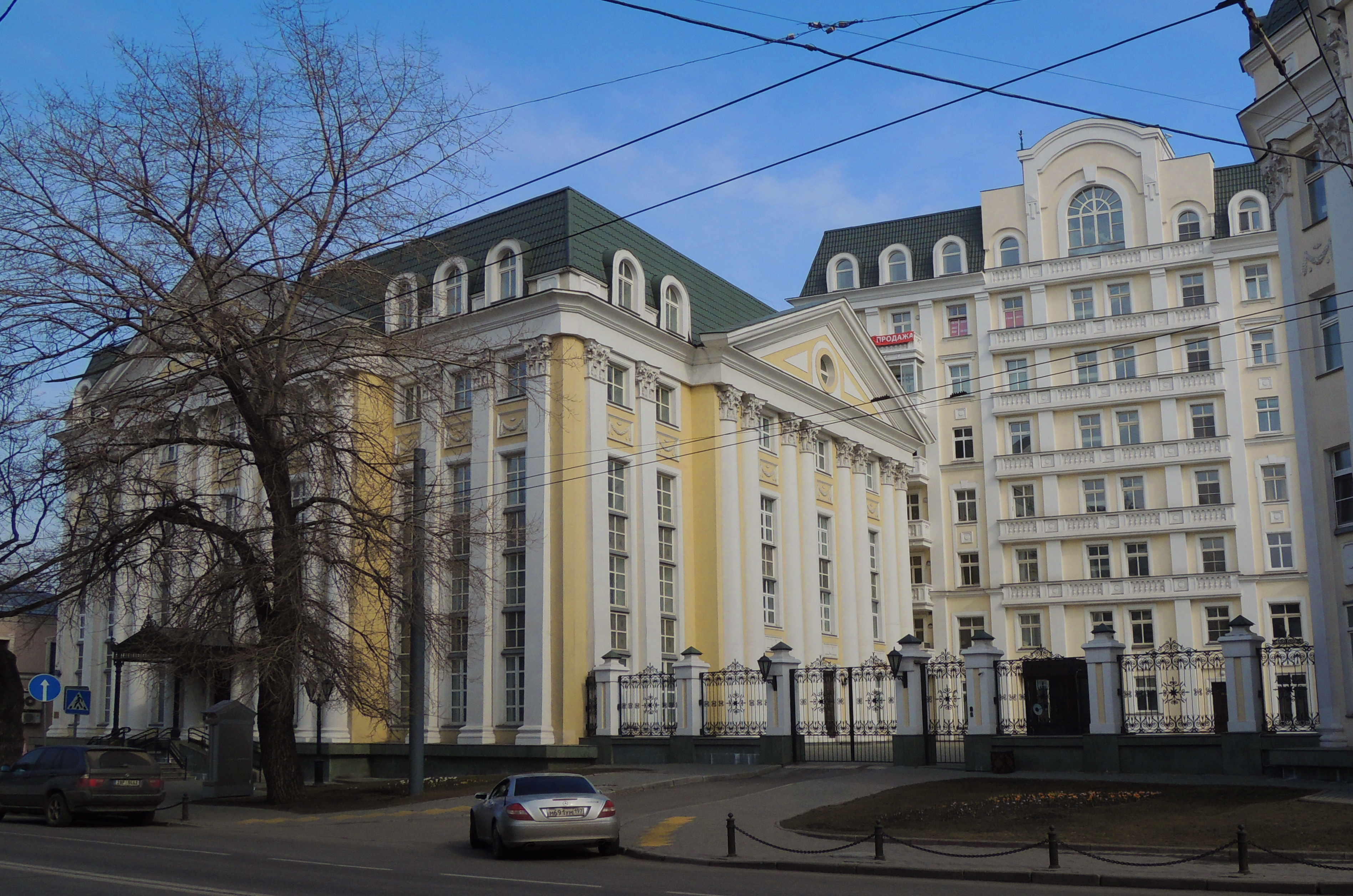
Numéro 25, vue du Centre d'opéra Galina Vichnevskaïa.

La rue Ostojenka (улица Осто́женка) est une rue du centre historique de Moscou.

## Situation et accès
Située dans le district central et l'arrondissement Khamovniki, c'est l'une des plus chères au monde, puisque le mètre carré coûtait en 2013 vingt-neuf mille dollars, soit 8 % de plus qu'à la 5e avenue à New York. Ce qui la place selon l'agence Knight Franck au huitième rang mondial. C'est aussi la rue la plus chère de toute la Russie et de l'espace de l'ancienne URSS.
La rue démarre place Pretchistenskie Vorota et se termine place de Crimée (place Krymskaïa) pour une distance d'1,1 km.

## Origine du nom
La rue Ostojenka doit son nom aux meules (stog, pluriel : stoga, en russe) de foin qui ont donné leur nom à cet endroit composé autrefois de prés le long de la rive de la Moskova. Cet endroit s'appelait jadis « Ostojié ».

## Historique
Au XVIIe siècle, une sloboda (faubourg) s'est formée, construite et organisée autour des écuries du tsar et de leurs granges de foin.
La rue s'appelait entre 1935 et 1986 rue Métrostroïevskaïa, d'après le système du métropolitain moscovite, et fut la première rue de la capitale à retrouver son nom originel.

## Bâtiments remarquables et lieux de mémoire

### Numéros impairs
- № 1/9, immeuble d'habitation en coopérative construit en 1926 par les architectes Konorov et Kossakovski.
- № 3/14, immeuble d'habitation Filatov (inscrit au patrimoine protégé), construit entre 1904 et 1909 (partie droite 1907-1909, partie gauche 1904) par Doubovski et Arkhipov, et pour la partie gauche par Ernst-Richard Nirnsee. C'est un exemple remarquable de l'Art nouveau moscovite appelé ici Modern Style. L'édifice est surnommé la « maison au verre renversé » à cause de la forme de la tour.
- № 5, immeuble de rapport construit en 1913-1914 pour le comte V. A. Baranov par l'architecte Voïekov.
- № 7, immeuble de rapport construit en 1899 par Ivanov pour la première rangée et en 1903 pour la seconde rangée. Des personnalités y ont demeuré, comme Vladimir Choukhov (1903-1904), Adolf Yarochevski, professeur au conservatoire de Moscou (1906-1911), le peintre V. Drittenpreis (1910-1911), etc., dans des appartements donnant rue Ostojenka. Les appartements donnant sur le chemin (pereoulok) Obydensky ont accueilli entre autres l'historien M. V. Dovnar-Zapolski (1901), le professeur A. Abrikossov, l'économiste A. A. Manouïlov; ceux donnant chemin Pojarsky, l'historien V. I. Pitcheta (1924-1947), fondateur de la biologie expérimentale en URSS, N. K. Koltsov (appartement numéro 69, entre 1915 et 1940). Mikhaïl Boulgakov a habité pendant une courte période l'appartement numéro 66. L'acteur Vitaly Solomine a habité ici entre 1996 et 2002.
- № 11 (anciennement № 13/12), ancienne adresse du restaurant Goloubiatnia. L'ancien bâtiment a été détruit en 2007 pour construire un grand complexe immobilier « Ostojenka 11 »[2]
- № 17, bât. 1, immeuble de rapport Griaznov (inscrit au patrimoine protégé) construit en 1901 par Lev Kekouchev assisté de Schutzmann.
- № 19, bât. 1, immeuble de rapport (inscrit au patrimoine protégé au niveau fédéral), construit en 1902-1903 par Lev Kekouchev. Mis au nom de sa femme Anna Kekoucheva, née Bolotova.
- No 19, bât. 2, palais Kireïevski. Cette petite demeure construite au XVIIe siècle (pour le rez-de-chaussée, vers 1580)[3], au XVIIIe siècle (pour le premier étage) et au début du XIXe siècle (pour le deuxième étage), inscrite aux monuments historiques au niveau fédéral. Elle comprend deux étages supérieurs et est construite de plan presque carré. Piotr Kireïevski y demeura. Cette maison tombée en ruines dans les années 1980 a été démontée en juillet 2014 pour procéder à une reconstruction complète.
- No 21, hôtel particulier Kekouchev construit en 1900-1903 par Lev Kekouchev (patrimoine protégé). Il abrite aujourd'hui le siège de l'attaché militaire d'Égypte.
- No 25, centre d'opéra Galina-Vichnevskaïa (école de chant d'opéra) et immeuble d'habitation de luxe « Opera House », construit par Mikhaïl Possokhine en 2007, en style « pseudo-classique ». Son style architectural a soulevé des polémiques.

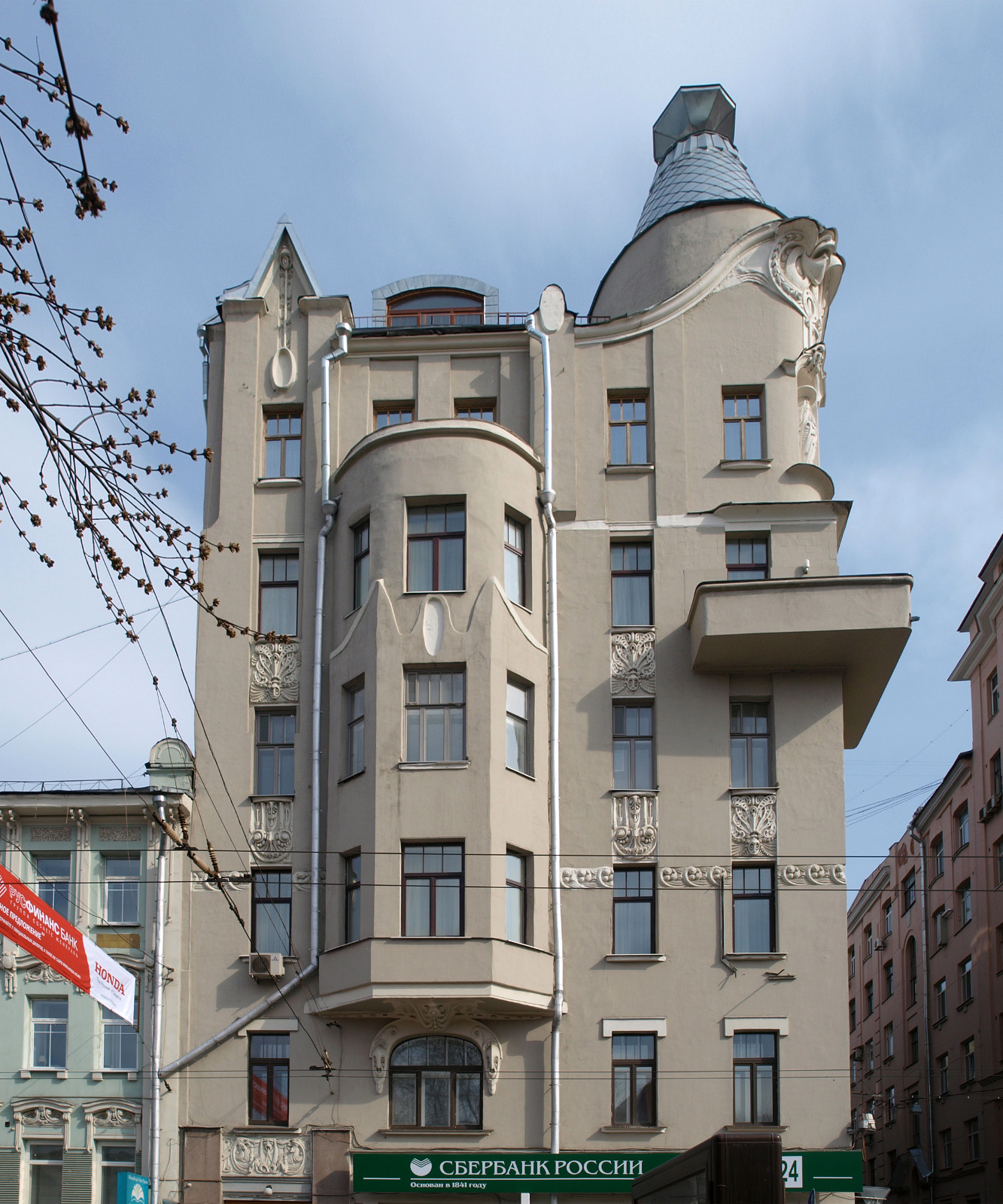
Immeuble Filatov au numéro 3/14.
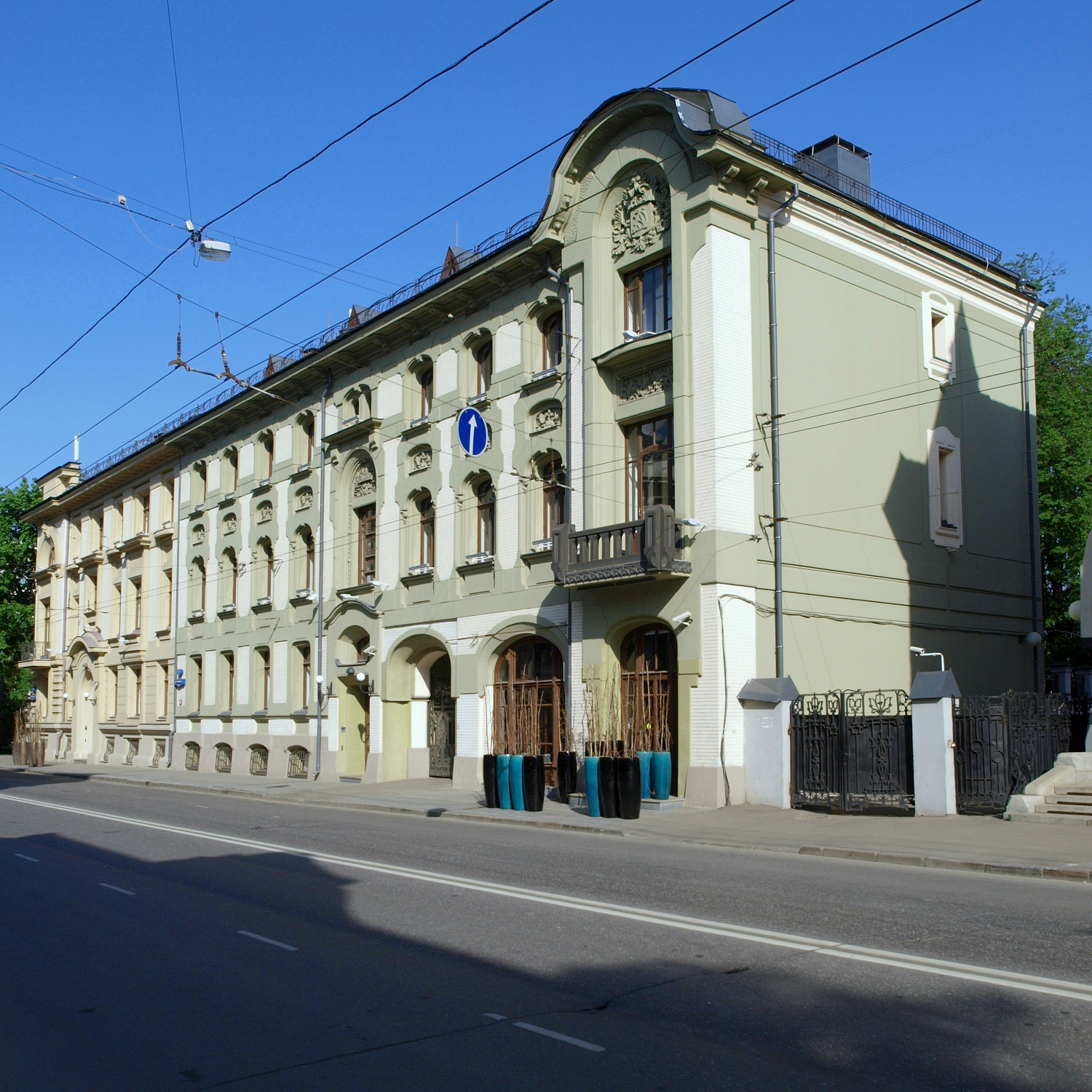
Immeuble de rapport au numéro 19 construit par Lev Kekouchev, appartenant à son épouse Anna, née Bolotova. Restauré dans les années 2000.
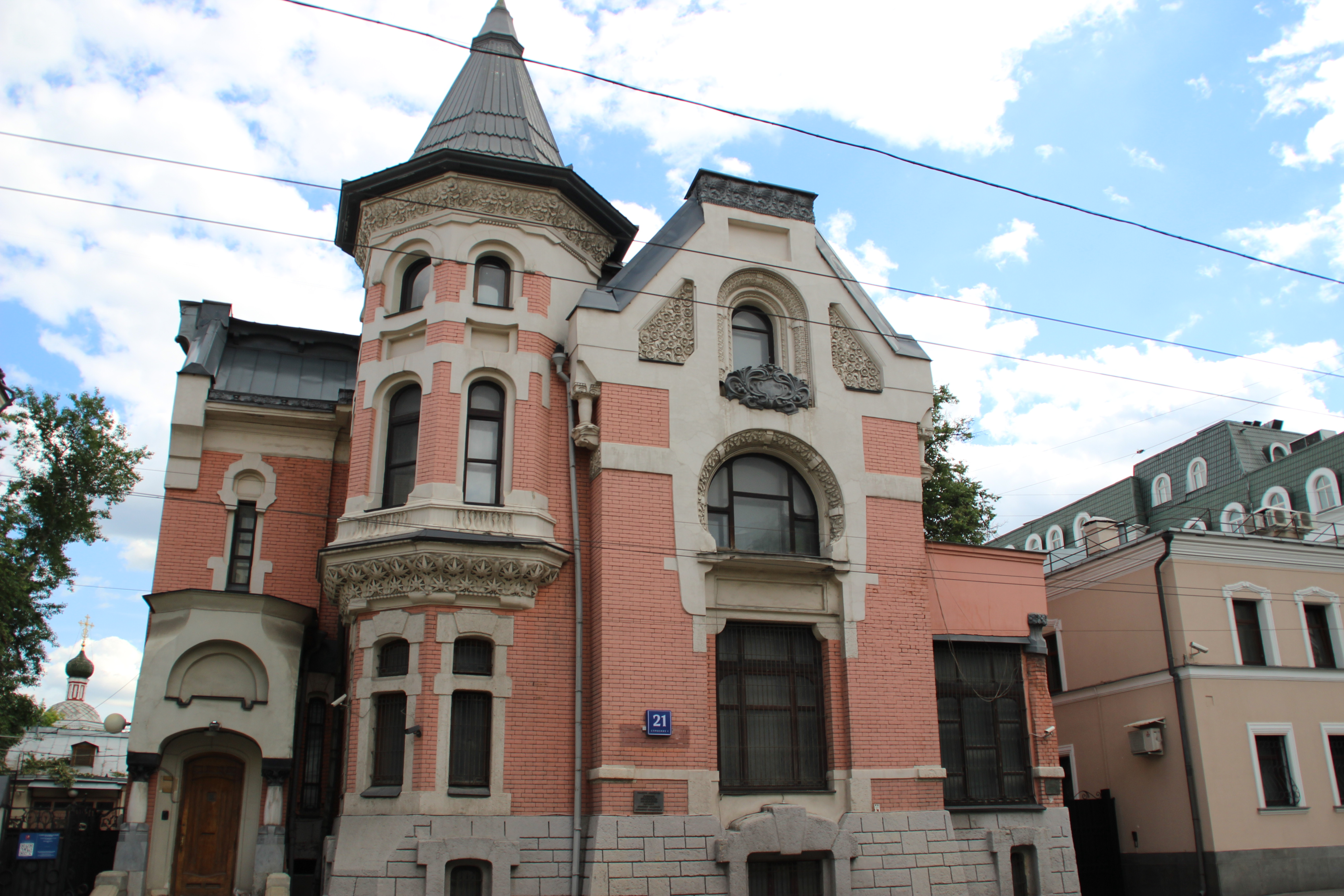
Hôtel particulier Lev Kekouchev au numéro 21.
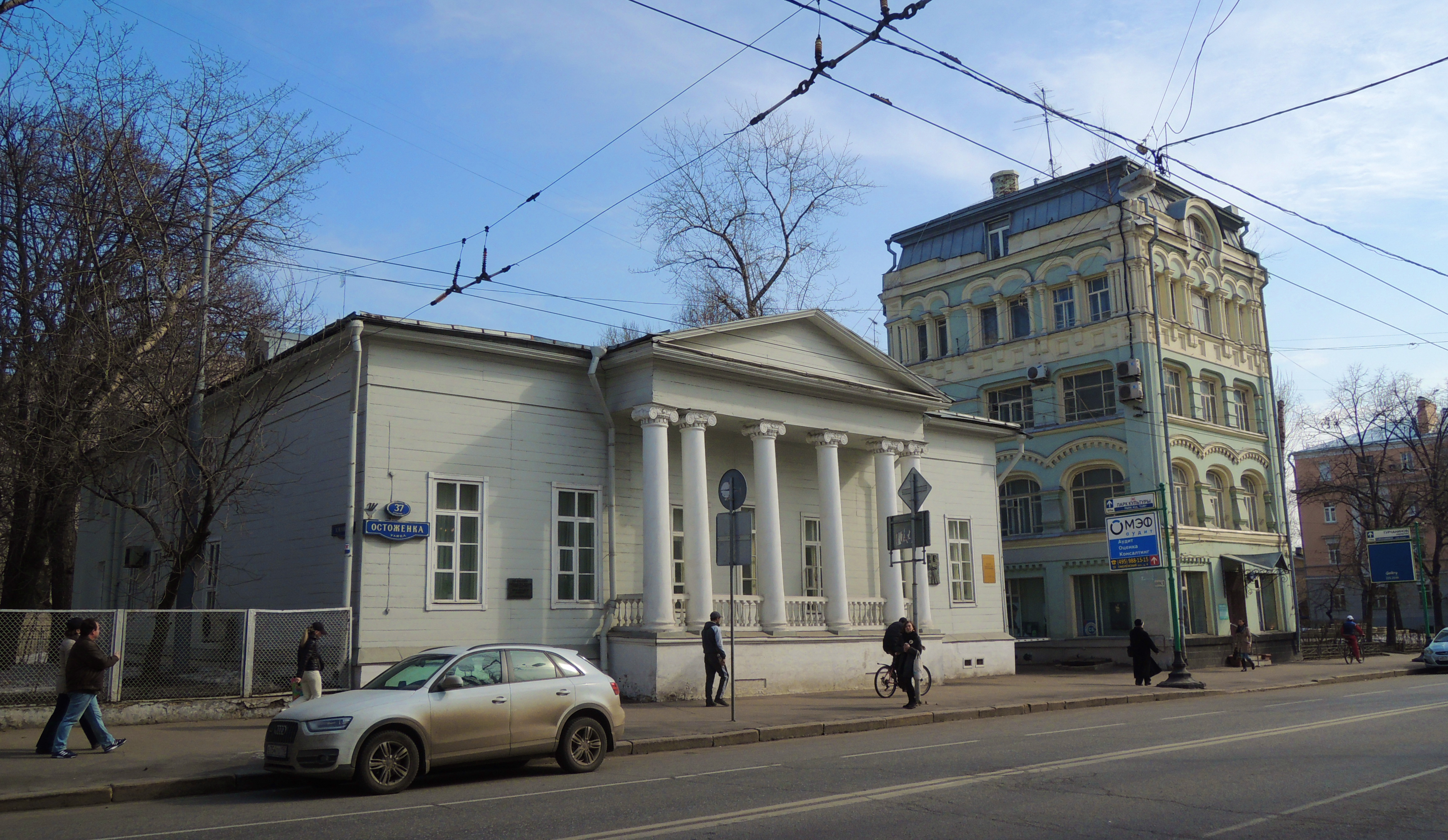
Musée Tourgueniev au numéro 37.

- No 37/7, hôtel particulier Tourgéniev; il appartenu entre 1839 et 1851 à Varvara Petrovna Tourguénieva, mère de l'écrivain Ivan Tourguéniev. Cette petite demeure de bois d'architecture néoclassique avec un portique ionique hexastyle abrite depuis 2009 le musée Tourgueniev. C'est ici que se passe l'histoire contée dans le récit Moumou. L'acteur Piotr Glebov y a demeuré.
- No 37/7, bât. 2, immeuble construit en 1901 par Nikolaï Kakorine ayant servi d'abord d'entrepôt et de point de vente en faveur du conseil moscovite des orphelinats; un orphelinat se trouvait au numéro à côté. Aujourd'hui, l'immeuble abrite des bureaux.
- No 39, ancien orphelinat construit en 1902 par l'architecte Tikhomirov.
- No 41, immeuble d'habitation construit en 1925-1928, premier d'URSS à avoir été construit en béton armé. Le poète Mikhaïl Zenkevitch (1886-1973) y demeura.
- No 47, immeuble de rapport construit en 1913 pour la paroisse de la Dormition par Ivan Machkov.

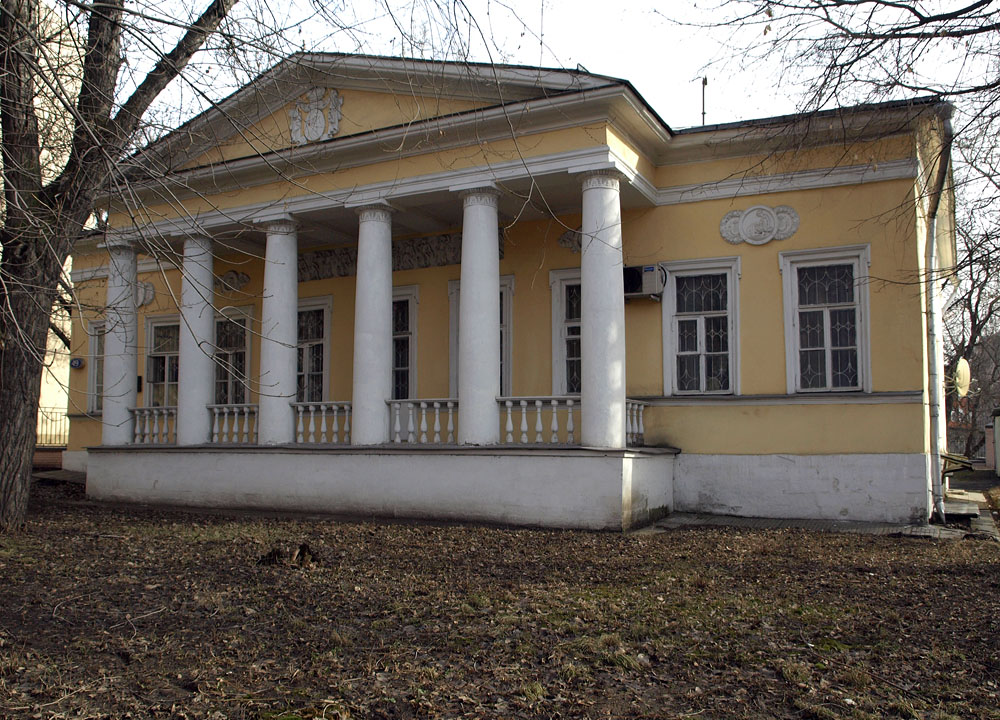
Façade de l'hôtel particulier Vsevolojski.

- No 49, hôtel particulier Vsevolojski, d'architecture néoclassique Empire (portique hexastyle), construit entre 1817 et 1825. Bakounine y a habité, ainsi qu'Ivan et Piotr Kireïevski.
- No 51/10, hôtel particulier Abrikossov, d'architecture néoclassique Empire avec un portique ionique tetrastyle, construit dans les années 1820 et réaménagé en 1873 et en 1914. Il abrite aujourd'hui le bureau de presse du Service des renseignements extérieurs de la fédération de Russie.
- No 53/2, ancien lycée Tsarévitch-Nicolas, aujourd'hui Académie diplomatique du ministère des Affaires étrangères (patrimoine protégé au niveau fédéral).

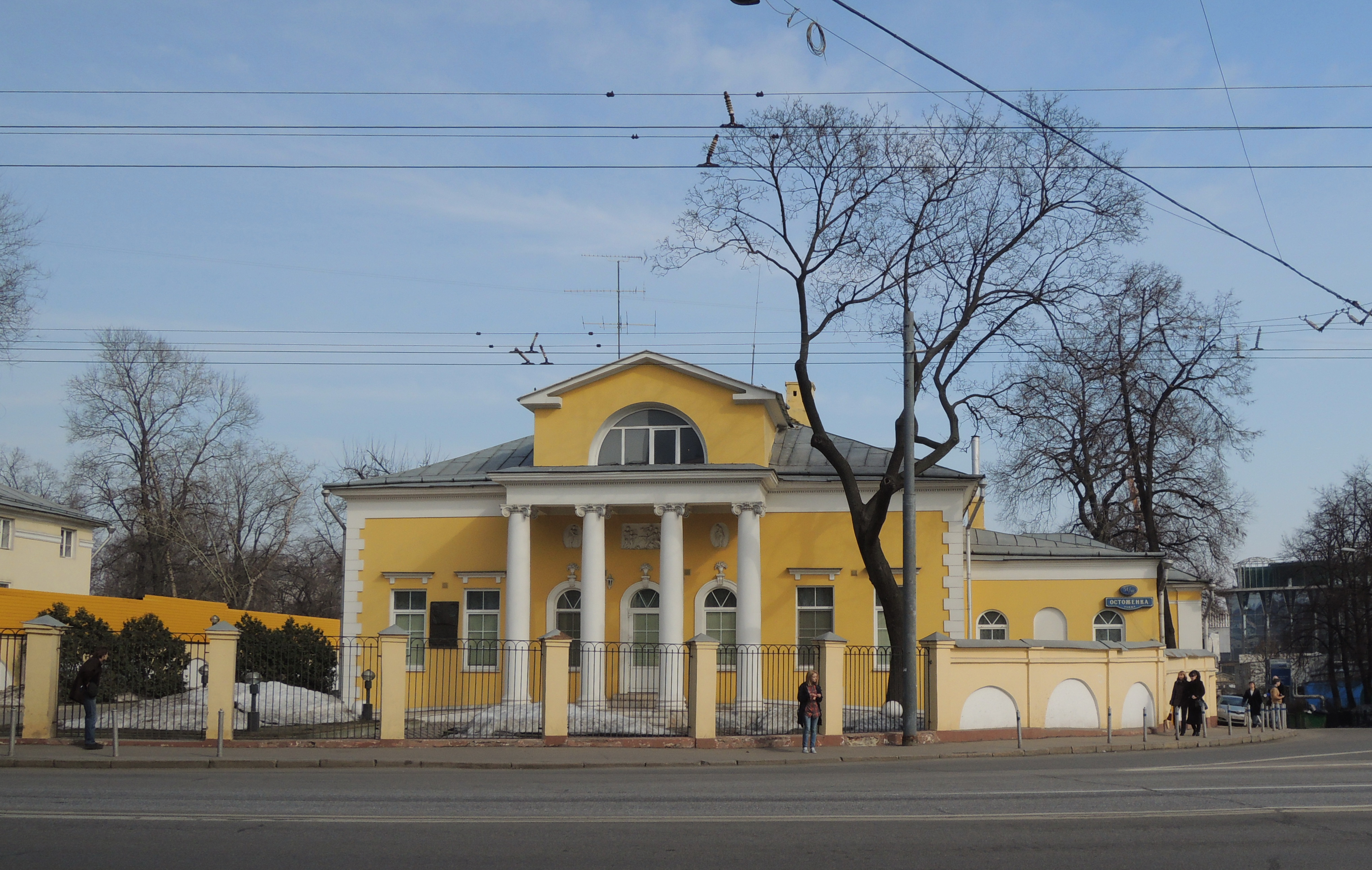
Façade de l'hôtel particulier Abrikossov.
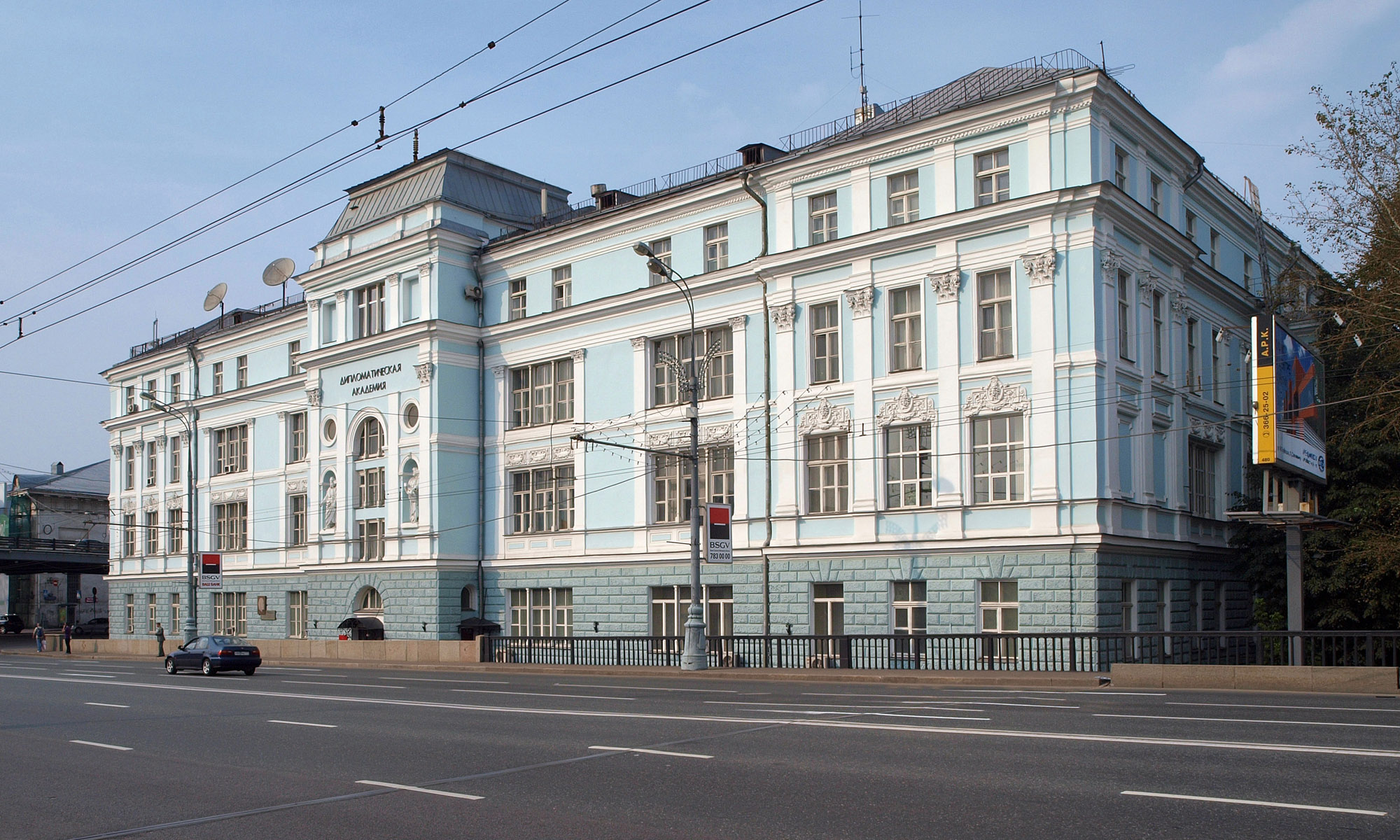
Façade de l'académie diplomatique de Russie au numéro 53.
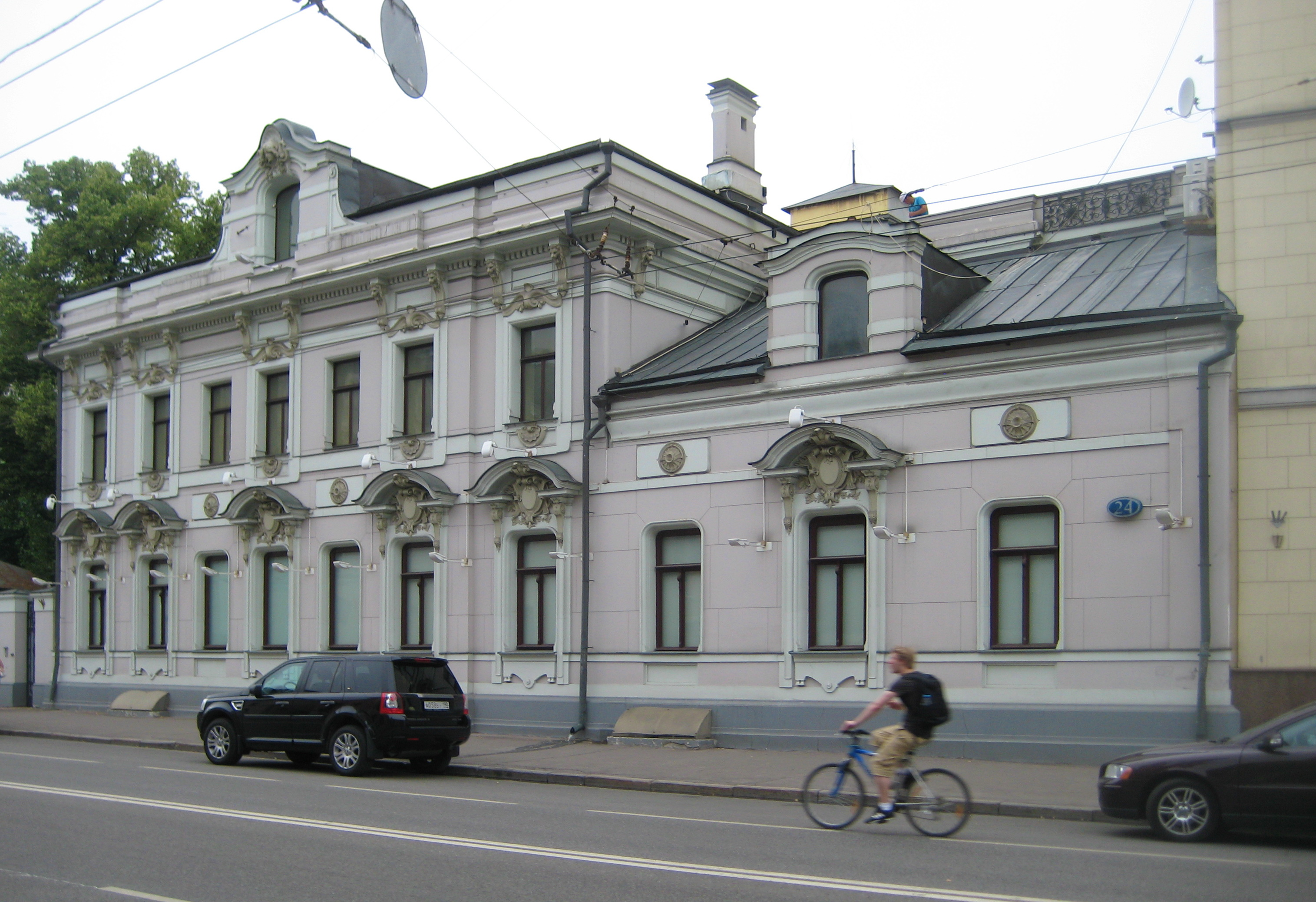
Hôtel particulier Lyjine-Kartachov (XIXe siècle), numéro 24.

### Numéros pairs

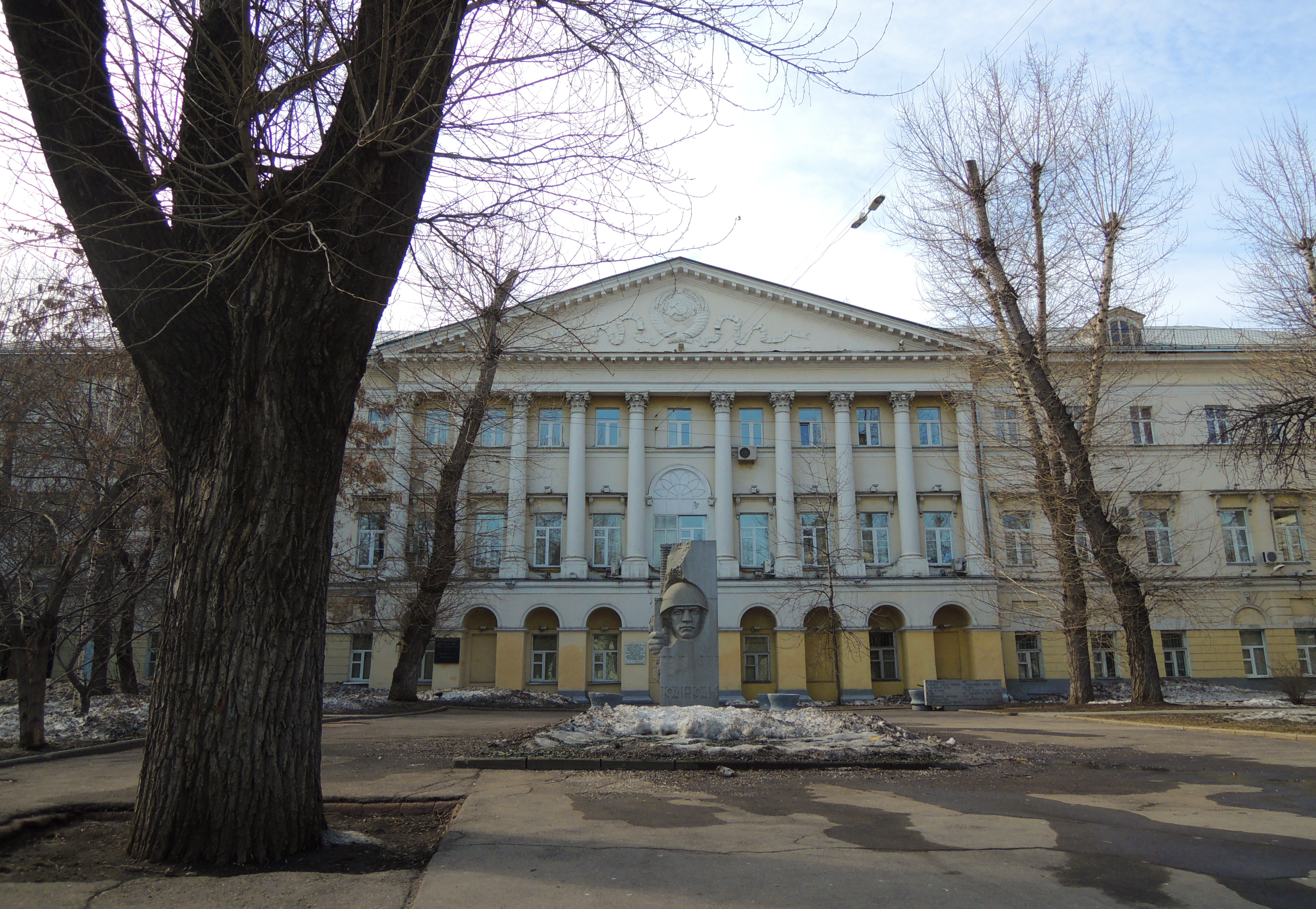
Façade du palais Eropkine qui abrite aujourd'hui l'université linguistique de Moscou.

- No 4, maison de maître du palais Rimski-Korsakov (1816 et 1869)
- No 6, bât. 1, immeuble Tchilichtchev, construit vers 1816 et en 1847 par Gromovski, puis par Gouchtchine en 1870; a souffert d'un incendie en 2003.
- No 8, bât. 1, immeuble de rapport construit en 1901 par Ossip Chichkovski
- No 12/1, bât. 1,  maison construite en 1824, 1855 et 1874
- No 12/1, bât. 3, immeuble de rapport Sokolov, construit en 1874
- No 16, c'est dans cette maison à l'angle du chemin Lopoukhinsky que naquit le futur philosophe Vladimir Soloviev en 1853. Tout l'immeuble a été reconstruit en 2006 à l'exclusion de la façade. Le musée multimédia de Moscou (MAMM) s'y trouve aujourd'hui.
- No 20, immeuble de rapport construit en 1902 par Nikolaï Jerikhov; l'intérieur a été entièrement reconstruit à la fin des années 1990. Le baryton Vladimir Bountchikov (1902-1995) y a demeuré.
- No 24, hôtel particulier Lyjine-Kartachov, construit vers 1830 et réaménagé entre 1875 et 1880 (patrimoine protégé).
- No 26/1, maison construite en 1837.
- No 28, siège de l'Organisation des nations unies en fédération de Russie
- No 30, immeuble de rapport construit en 1886 par Mietcheslav Piotrovitch
- No 32, bât. 1, hôtel Kebur-Palace
- No 32/2, faculté d'économie et de droit de l'université linguistique de Moscou (autrefois institut Maurice-Thorez), ancien siège du conseil moscovite des orphelinats, construit en 1889-1890.
- No 36, ancienne dépendance du conseil des orphelinats, construite en 1896.
- No 38, palais Eropkine construit à la fin du XVIIIe siècle par Kazakov (monument historique protégé), abrite aujourd'hui l'université linguistique de Moscou (ancien Institut Maurice-Thorez).
- No 40/1, immeuble de rapport construit en 1913 par Nikolaï Jerikhov.
- No 42/2, immeuble de rapport construit en 1842, 1891 et 1899
- No 48/2, anciens magasins de l'armée (façade de côté), construits en style néoclassique Empire en 1832-1835 selon les plans de Stassov, abritant aujourd'hui le musée de l'histoire de Moscou (monument historique protégé).

## Sources
- (ru) Cet article est partiellement ou en totalité issu de l’article de Wikipédia en russe intitulé « Остоженка » (voir la liste des auteurs).